# Aluminopiracmonita
La aluminopiracmonita o aluminopyracmonita es un mineral de la clase de los sulfatos. Recibe su nombre por ser la análoga química (no estructural) de la piracmonita.

## Características
La aluminopiracmonita es un sulfato de fórmula química (NH4)3Al(SO4)3. Fue aprobada como especie válida por la Asociación Mineralógica Internacional el año 2012. Cristaliza en el sistema trigonal. Se encuentra en forma de agregados de prismes hexagonales alargados de hasta 0,2 milímetros. Está químicamente relacionada con la godovikovita, la ammonioalunita (sal básica, anhidro), con la huizingita-(Al) y con la tschermigita (mineral hidratado).

## Formación y yacimientos
Fue descubierta en el cráter La Fossa, en la isla de Vulcano (Islas Eolias, Provincia de Mesina, Italia), en una fumarola activa intracráter, dentro de una brecha piroclástica, a una temperatura aproximada de 250 °C. También se ha encontrado en la mina Anna, en Alsdorf (Renania del Norte-Westfalia, Alemania) y en Pécs-Vasas (Baranya, Hungría). Suele encontrarse asociada a otros minerales como la alunita, la mascagnita y el salmiac.